# Campeonato de Australia 1928
Lista de los campeones del Abierto de Australia de 1928:

## Individual masculino
Jean Borotra (FRA) d. Jack Cummings (AUS),  6–4, 6–1, 4–6, 5–7, 6–3

## Individual femenino
Daphne Akhurst (AUS) d. Esna Boyd (AUS), 7–5, 6–2

## Dobles masculino
Jean Borotra/Jacques Brugnon (FRA)

## Dobles femenino
Daphne Akhurst (AUS)/Esna Boyd (AUS)

## Dobles mixto
Daphne Akhurst (AUS)/Jean Borotra (FRA)
| Predecesor: 1927                                       | Abierto de Australia 1928 | Sucesor: 1929                         |
| Predecesor: Campeonato nacional de Estados Unidos 1927 | Grand Slam 1928           | Sucesor: Torneo de Roland Garros 1928 |

- Datos: Q2714794